# ليزا هيلر
ليزا هيلر (بالإنجليزية: Lisa Heller)‏ (و. 1996 – م) هي مغنية، وكاتبة غنائية، ومغنية مؤلفة، وعازف قيثارة، وملحنة من الولايات المتحدة الأمريكية ولدت في كونيتيكت.

## روابط خارجية
- ليزا هيلر على موقع IMDb (الإنجليزية)
- ليزا هيلر على موقع ميوزك برينز (الإنجليزية)